# Jicchak Galanti
Jicchak Galanti (hebrejsky: יצחק גלנטי) byl izraelský politik a bývalý poslanec Knesetu za stranu Gil.

## Biografie
Narodil se 12. února 1937 v Damašku v Sýrii. 5. května 1945 přesídlil do dnešního Izraele. Sloužil v izraelské armádě, kde získal hodnost desátníka (Rav Turaj). Vysokoškolské vzdělání získal na Haifské univerzitě, kde v roce 1981 dokončil bakalářské studium oboru geografie a politologie a roku 1990 magisterské studium oboru geologie a archeologie. Hovoří hebrejsky, anglicky a arabsky.

## Politická dráha
Byl předsedou sdružení penzionovaných zaměstnanců společnosti Israel Electric Corporation.
V izraelském parlamentu zasedl po volbách do Knesetu v roce 2006, ve kterých kandidoval za stranu penzistů Gil. V letech 2006–2009 byl předsedou výboru práce, sociálních věcí a zdravotnictví, členem výboru pro ústavu, právo a spravedlnost, výboru pro vzdělávání, kulturu a sport, výboru státní kontroly, finančního výboru, výboru House Committee, výboru pro zahraniční záležitosti a obranu a výboru pro zahraniční dělníky. Působil rovněž jako předseda poslaneckého klubu strany Gil.
Voleb do Knesetu v roce 2009 se účastnil, ale strana Gil tentokrát nepřekročila potřebný práh pro zisk mandátů.